# Gaasperplas (water)
De Gaasperplas is een kunstmatige recreatieplas aan de zuidrand van Amsterdam-Zuidoost, ontstaan door zandwinning ten behoeve van de bouw van Gaasperdam. De plas werd gegraven in de zuidoosthoek van de Polder Gein en Gaasp eind jaren 1960.
De Gaasperplas dient voornamelijk als recreatiegebied. Het water is tot 35 meter diep. De Gaasperdammerweg en Gaasperdammertunnel (A9) loopt ca. 500 meter ten noorden langs de Gaasperplas en wordt regelmatig genoemd bij de verkeersinformatie. Nabij de Gaasperplas bevindt zich het gelijknamige metrostation. Aan de noordoever bevindt zich de flatwijk Nellestein.
Recreatiegebied Gaasperplas van 166 ha maakt deel uit van Groengebied Amstelland. Een gedeelte van het noordelijk aangrenzende Gaasperpark herinnert met zijn fijnmazige patroon van fiets- en wandelpaden nog aan de Floriade op die plek in 1982. Na afloop van de Floriade werden bijna alle toevoegingen verwijderd, zodat een eenvoudiger stadspark overbleef.
Aan de Gaasperplas bevinden zich een jachthaventje van een zeilvereniging, een kanovereniging, een windsurfvereniging, een indoor-speeltuin en meerdere ligweides en stranden zowel aan de noord- als aan de zuidoever. Er is een deel waar naaktrecreatie wordt toegestaan en er is een plek voor duikers.
Vissoorten die er voorkomen zijn: paling, snoek, baars, snoekbaars, blankvoorn en zeelt, daarnaast: rivierkreeft.

## Afbeeldingen

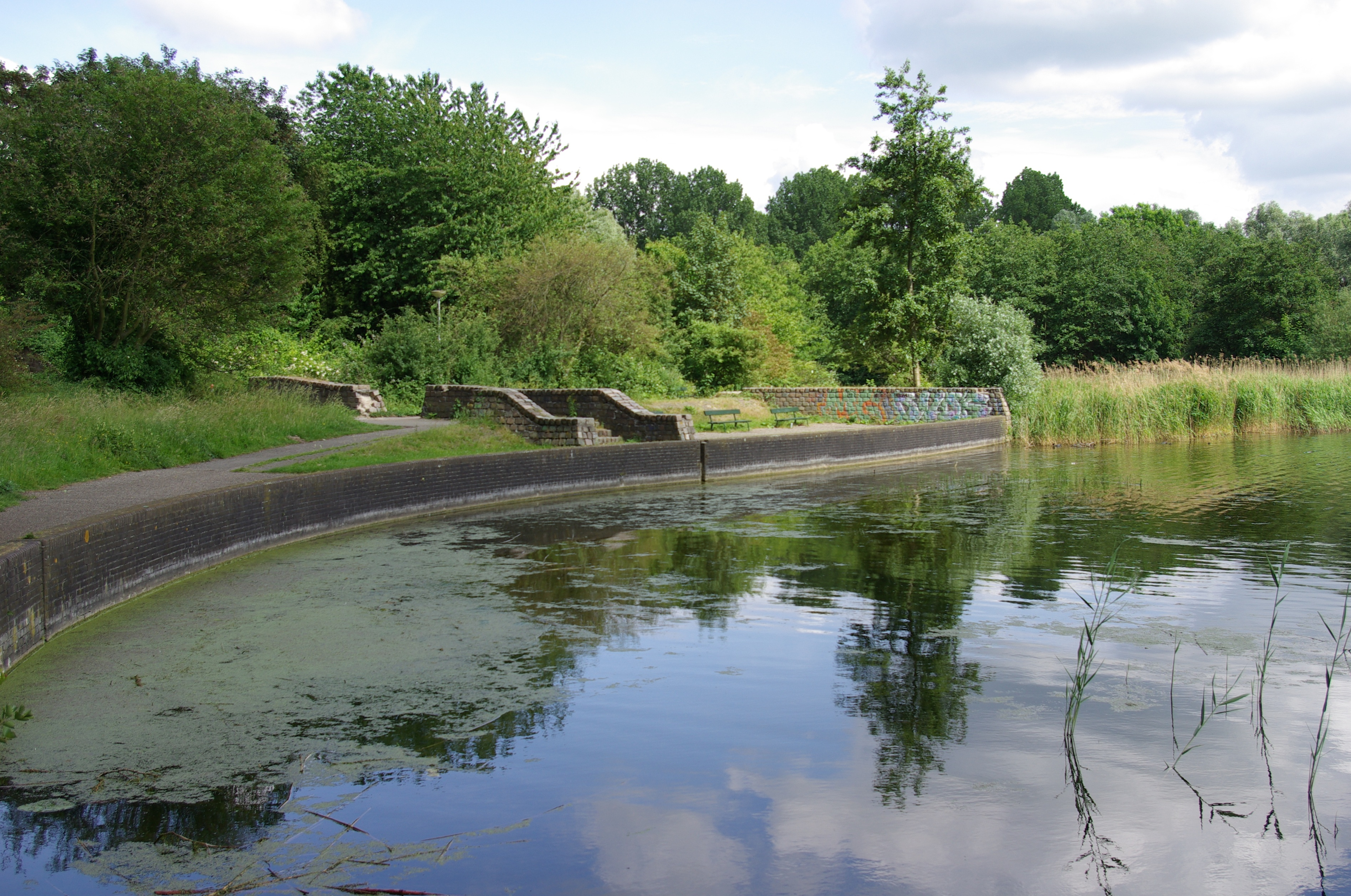
Gaasperplas, noordoever
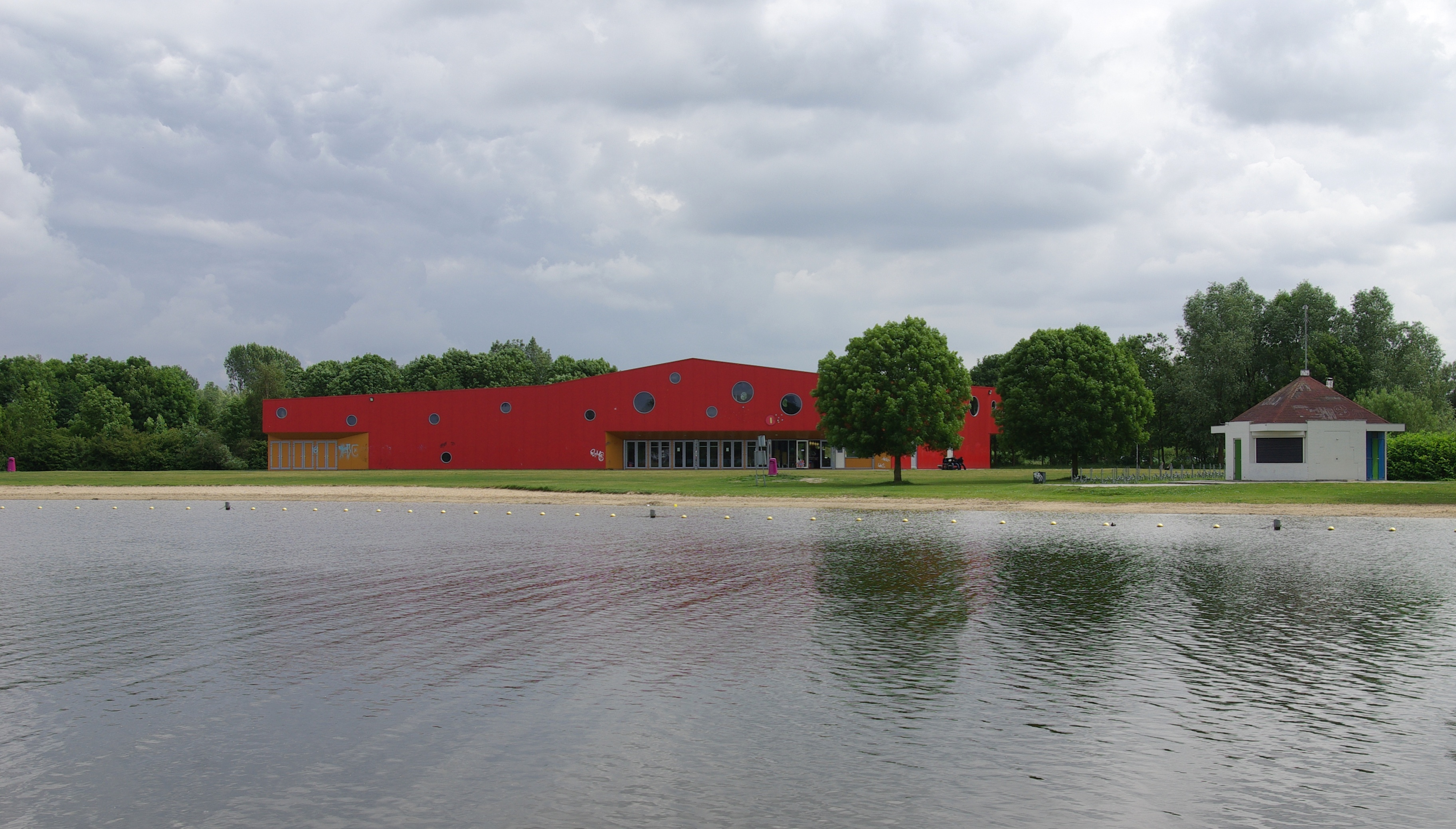
Gaasperplas, zuidoever
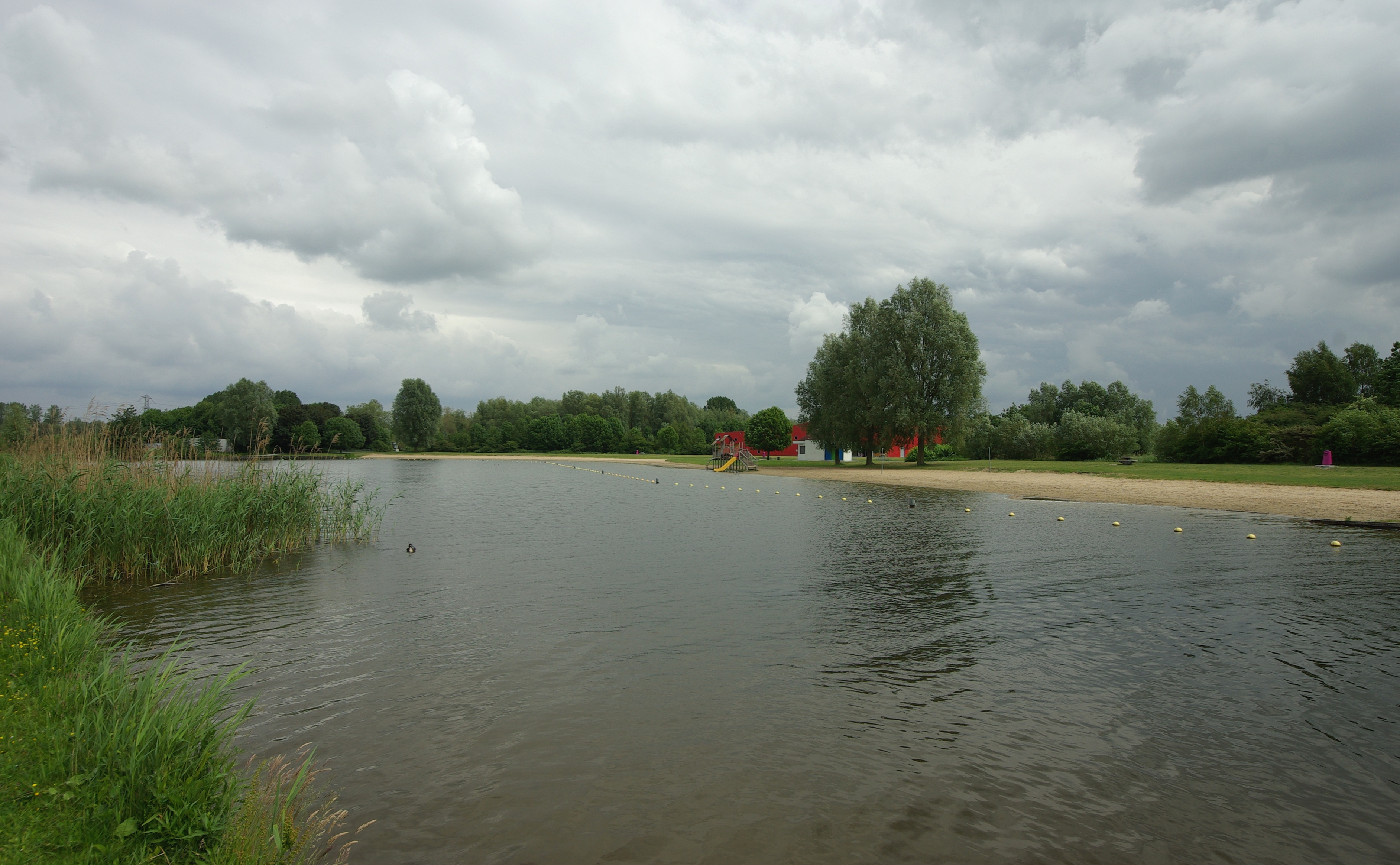
Natuurbad, strand en ligweide
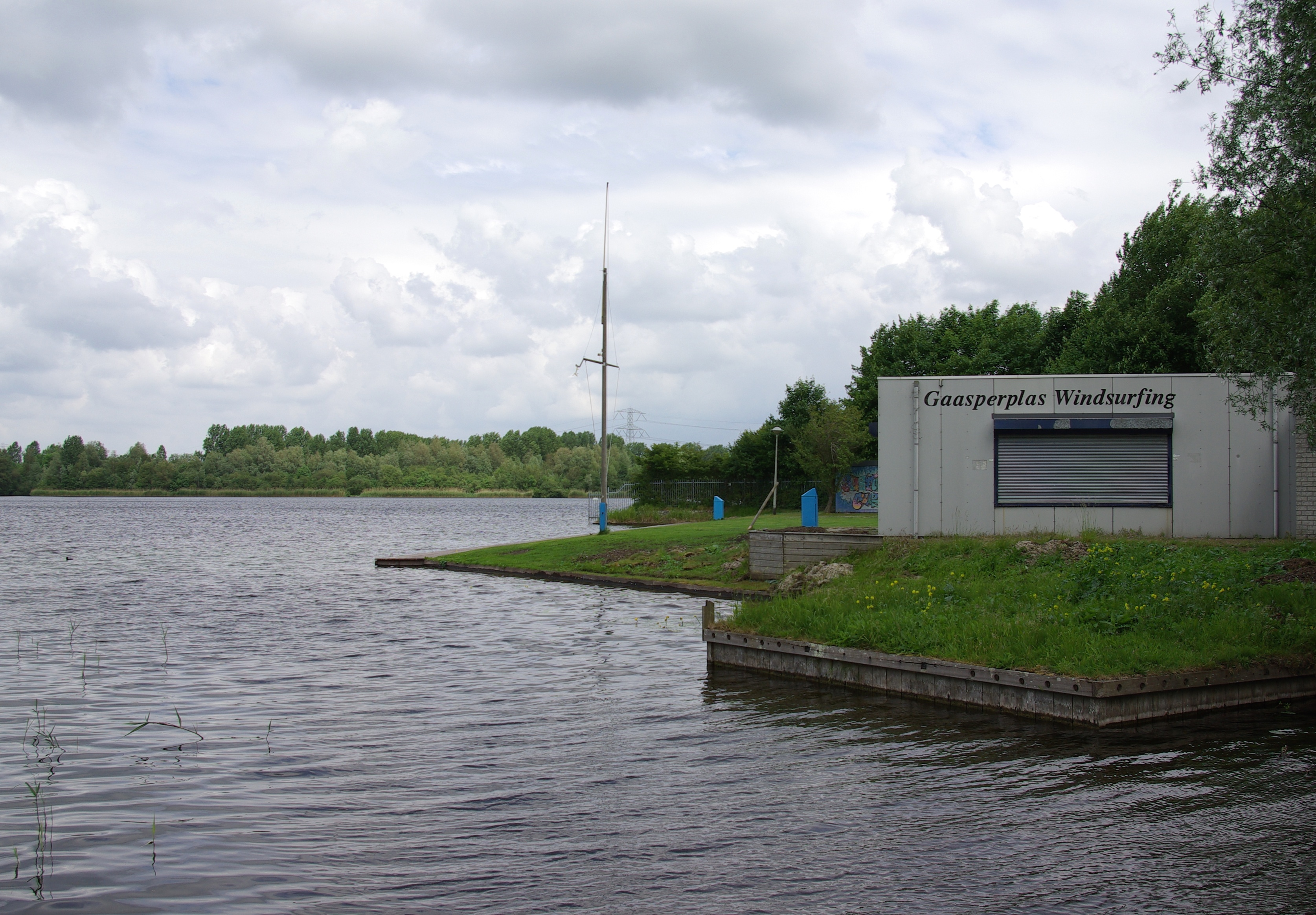
Bij de windsurfvereniging